# Немања Дангубић
Немања Дангубић (Панчево, 13. април 1993) српски је кошаркаш. Игра на позицији крила, а тренутно наступа за Дубаи.

## Каријера

### Клупска
Играо је у јуниорима Хемофарма, а за први тим је дебитовао у сезони 2011/12. У јулу 2012. потписао је уговор са Мега Визуром. На НБА драфту 2014. одабрали су га Филаделфија севентисиксерси као 54. пика, али је одмах трејдом мењан у Сан Антонио спарсе.
Крајем јула 2014. потписао је трогодишњи уговор са Црвеном звездом. У јулу 2016. тада још увек важећи уговор продужио је за још једну сезону. За те четири сезоне са црвено-белима је освојио девет трофеја — три Јадранске лиге, четири Суперлиге Србије и два Купа Радивоја Кораћа.
Дана 18. септембра 2018. године потписао је за Бајерн Минхен. У екипи Бајерна је провео сезону 2018/19. у којој је освојио титулу првака Немачке. У наредној 2019/20. сезони био је играч шпанског Естудијантеса. У јулу 2020. потписао је уговор са Партизаном. Провео је две сезоне у Партизану, након чега је по истеку уговора напустио клуб. Каријеру је затим наставио у Грчкој где је наступао за Промитеас и Перистери.

### Репрезентативна
Са млађим категоријама репрезентације Србије 2011. године освојио је две сребрне медаље — прву на Европском првенству до 18 година, а другу на Светском првенству до 19 година.
За сениорску репрезентацију Србије дебитовао је 2016. на квалификационом турниру за Олимпијске игре који је игран у Београдској арени.

## Приватни живот
Дангубић се 29. јуна 2024. године венчао са одбојкашицом Катарином Лазовић. Кум на венчању био му је кошаркаш Лука Митровић.

## Успеси

### Клупски
- Црвена звезда:
  - Првенство Србије (4): 2014/15, 2015/16, 2016/17, 2017/18.
  - Јадранска лига (3): 2014/15, 2015/16, 2016/17.
  - Куп Радивоја Кораћа (2): 2015, 2017.

- Бајерн Минхен:
  - Првенство Немачке (1): 2018/19.

### Репрезентативни
- Европско првенство до 18 година:  2011.
- Светско првенство до 19 година:  2011.